# Workington
Workington este un oraș în comitatul Cumbria, regiunea North West, Anglia. Orașul se află în districtul Allerdale a cărui reședință este.

## Personalități născute aici
- Tony Cunningham (1952), om politic.